# La chiesa
La chiesa (ook bekend als The Church) is een Italiaanse gotische horrorfilm uit 1989 en is geregisseerd door Michele Soavi.

## Verhaal
In de middeleeuwen in Duitsland wordt een dorp volledig uitgemoord door een groep Teutonische Ridders, waarbij ook de kinderen en dieren niet gespaard worden. De dorpelingen worden ervan beschuldigd duivelsaanbidders te zijn. Op de stapel van de dode lichamen wordt een grote kerk gebouwd om zo te voorkomen dat het kwaad kan ontsnappen.
Eeuwen later laat de nieuwsgierige bibliothecaris Evan het Kwaad los door een steen in een catacombe te verschuiven. Door een ingebouwd beveiligingsmechanisme wordt een groep bezoekers ingesloten in de kathedraal. De bezoekers worden bezeten door de geesten en beginnen zich steeds vreemder te gedragen.
Het is nu aan eerwaarde Gus en de dochter van de koster, Lotte om de gekwelde geesten te stoppen voordat ze de buitenwereld kunnen bereiken.

## Rolverdeling
| Acteur                   | Personage                         |
| ------------------------ | --------------------------------- |
| Hugh Quarshie            | Eerwaarde Gus                     |
| Tomas Arana              | Evan, de bibliothecaris           |
| Barbara Cupisti          | Lisa                              |
| Asia Argento             | Lotte                             |
| Feodor Chaliapin, Jr.    | Bisschop                          |
| Giovanni Lombardo Radice | Dominee Dominic                   |
| Roberto Caruso           | Freddie                           |
| Roberto Corbiletto       | Hermann, de koster (Lottes vader) |
| Alina De Simone          | Lottes moeder                     |
| John Karlsen             | Heinrich                          |
| Katherine Bell Marjorie  | Heinrichs vrouw                   |
| Gianfranco De Grassi     | De betichter                      |
| Antonella Vitale         | Bruidsmodel                       |
| Patrizia Punzo           | Miss Brückner                     |
| John Richardson          | Architect                         |
| Michele Soavi            | Politieagent                      |
| Olivia Cupisti           | Mira                              |
| Claire Hardwick          | Joanna                            |
| Lars Jorgenson           | Bruno                             |